# Meiko Sponsel
Meiko Sponsel (* 28. Februar 2002 in Wiesbaden) ist ein deutscher Fußballspieler.

## Karriere
Nach seinen Anfängen in der Jugendabteilung der Eisbachtaler Sportfreunde wechselte er im Sommer 2017 in die Jugendabteilung des 1. FC Köln. Für seinen Verein bestritt er 22 Spiele in der B-Junioren-Bundesliga und elf Spiele in der A-Junioren-Bundesliga, bei denen ihm insgesamt drei Tore gelangen. Mit seinem Verein wurde er 2019 deutscher B-Jugend-Meister mit einem 3:2-Endspielsieg gegen Borussia Dortmund, bei dem ihm der Treffer zum Endstand gelang. Im Herbst 2020 wurde er in den Kader der zweiten Mannschaft in der Regionalliga West aufgenommen und im März 2021 unterschrieb er bei seinem Verein seinen ersten Profivertrag.
Im Sommer 2022 wurde er für eine Spielzeit an den Drittligisten Rot-Weiss Essen verliehen. Seinen ersten Profieinsatz hatte er am 5. August 2022, dem 2. Spieltag, als er beim 2:2-Auswärtsunentschieden gegen den MSV Duisburg in der 46. Spielminute für Sandro Plechaty eingewechselt wurde.
Zur Saison 2023/24 kehrte Sponsel wieder zur Zweitvertretung des FC zurück. Im April 2025 gab er unter Gerhard Struber sein Debüt in der 2. Bundesliga, als er im Spiel gegen Preußen Münster eingewechselt wurde.
Sponsel wechselte zur Saison 2025/26 innerhalb von Köln zum Drittligisten Viktoria Köln.

## Titel
- Niederrheinpokalsieger: 2023 (Rot-Weiss Essen)
- Deutscher B-Junioren-Meister: 2019 (1. FC Köln)